# 2 Tone Records
2 Tone Records — британский рекорд-лейбл, основанный в 1979 году.
Основатель лейбла музыкант ска-группы The Specials Джерри Даммерс. По имени лейбла названо музыкальное направление 2 Tone (вторая волна ска-музыки). Лейбл закрылся в 1985 году, выпустив первые альбомы The Selecter, Madness, The Beat и некоторых других. Логотип лейбла, рисованный человечек Уолт Джабско (Walt Jabsco), созданный Даммерсом и Хоресом Пантер (Horace Panter) стал символом движения 2 Tone.

## Группы, выпускавшиеся на лейбле[1]
- The Apollinaires
- Bad Manners
- The Beat
- The Bodysnatchers
- Elvis Costello & The Attractions
- The Friday Club
- The Higsons
- JB's Allstars
- Madness
- Рико Родригес
- The Selecter
- The Special AKA
- The Specials